# Sergio Panunzio
Sergio Panunzio (Molfetta, 20 luglio 1886 – Roma, 8 ottobre 1944) è stato un giurista, politologo, filosofo e giornalista italiano.
Tra i maggiori esponenti del sindacalismo rivoluzionario, in quanto amico intimo di Benito Mussolini, contribuì in maniera decisiva al suo passaggio dal neutralismo all'interventismo nella Grande Guerra. Divenne in seguito uno dei massimi teorici del fascismo.

## Biografia
Nacque a Molfetta da Vito e Giuseppina Poli, in una famiglia altoborghese, tra le più illustri della città: «un ambiente familiare intriso tanto di sollecitazioni all'impegno civile e politico quanto di suggestioni e stimoli intellettuali». Fu padre di Silvano Panunzio.

### Il periodo socialista e il sindacalismo rivoluzionario
Il suo impegno politico nelle file del socialismo incominciò molto presto, quando ancora frequentava il liceo classico locale, ove ebbe come maestro il giovane Pantaleo Carabellese.
Nel dibattito interno al socialismo italiano — diviso tra "riformisti" e "rivoluzionari" — Panunzio si schierò tra i cosiddetti sindacalisti rivoluzionari, cominciando al contempo a pubblicare i suoi primi articoli sul settimanale «Avanguardia Socialista» di Arturo Labriola, quando era ancora studente dell'Università degli Studi di Napoli. Durante i suoi studi universitari il contatto con docenti come Francesco Saverio Nitti, Napoleone Colajanni, Igino Petrone e Giuseppe Salvioli contribuì alla formazione del suo pensiero socialista. Il suo percorso intellettuale fu altresì influenzato da Georges Sorel e Francesco Saverio Merlino, i quali avevano già da tempo incominciato un processo di revisione del marxismo.
Nel 1907 pubblica il suo primo studio, intitolato Il socialismo giuridico, in cui teorizza l'opposizione alla borghesia solidarista e al sindacato riformista da parte del sindacato operaio, il quale è destinato a trasformare radicalmente la società. Il fulcro dell'opera era costituito dalla formulazione di un "diritto sindacale operaio", spina dorsale di un nuovo "sistema socialista" fondato non su una base economica, bensì su una base etica, solidaristica:
(Sergio Panunzio)
Nel 1908 si laurea in giurisprudenza discutendo una tesi su L'aristocrazia sociale, ossia sul sindacalismo rivoluzionario, avendo come relatore Giorgio Arcoleo. Nel 1911 consegue presso lo stesso ateneo la laurea in filosofia. In questi anni di studi ed esperienze intellettuali, intensifica altresì il proprio impegno giornalistico in favore del sindacalismo rivoluzionario, collaborando — oltreché con «Avanguardia Socialista» — con «Il Divenire Sociale» di Enrico Leone, con «Pagine Libere» di Angelo Oliviero Olivetti e con «Le Mouvement Socialiste» di Hubert Lagardelle.
La concezione panunziana del sindacato quale organo e fonte di diritto — non esaurentesi quindi in mero organismo economico o tecnico della produzione — fu approfondita nel 1909, allorché vide la luce la sua seconda opera, La persistenza del diritto, in cui egli «coniugava i princìpi della sua formazione positivistica con una ispirazione filosofica volontaristica». Panunzio prendeva quindi le mosse affrontando il problema del rapporto tra sindacalismo e anarchismo: la differenza tra i due movimenti risiedeva — a detta dell'autore — sul ruolo dell'autorità (fondata sul diritto) che, negata dall'anarchismo, non era invece trascurata dal sindacalismo:
(Sergio Panunzio)
In sostanza, Panunzio sosteneva l'importanza fondamentale del diritto (ancorché non "statale", ma "operaio") per il sindacalismo e la futura società, dall'autore vagheggiata come un regime sindacalista federale sostenuto dall'autogoverno dei gruppi sindacali, riuniti in una Confederazione, così da formare quella che l'autore stesso chiama «una vera grande Repubblica sociale del Lavoro», retta da una «sovranità politica sindacale».
Nel 1910, fu poi dato alle stampe Sindacalismo e Medio Evo, in cui l'autore indicava al sindacalismo operaio il modello dei Comuni italiani medievali, esempio paradigmatico di autonomia, la quale doveva essere perseguita anche dai sindacati contemporanei.
Dopo un periodo difficile, dovuto a problemi familiari ma anche a un ripensamento delle sue teorie politiche, nel 1912, grazie all'interessamento di Nitti, abbandonò l'attività di avvocato, inadeguata per mantenere la famiglia (aiutava principalmente — raramente pagato — i suoi compagni di partito), divenendo docente di pedagogia e morale presso la Regia scuola normale di Casale Monferrato. Nello stesso anno pubblicò inoltre la sua importante opera Il Diritto e l'Autorità, in cui erano messe a frutto le sue rielaborazioni teoriche: oltre al passaggio da un orizzonte positivistico a una concezione filosofica neocriticistica, egli ripensava lo Stato non più quale organo della coazione, ma quale depositario della necessaria autorità. Il 1912 è un anno per lui importante anche perché, con la fine della guerra libica, cominciò a prender corpo la svolta "nazionale" del suo pensiero.
Dopo aver insegnato per un anno a Casale Monferrato e un altro a Urbino, nel 1914 passò alla Regia scuola normale "Giosuè Carducci" di Ferrara, ove insegnò sino al 1924, conseguendo al contempo la libera docenza presso l'Università di Napoli (l'anno successivo gli fu trasferita nell'ateneo bolognese). È di quegli anni — poco prima dell'entrata dell'Italia nella Grande Guerra — l'inizio di stretti rapporti politici e intellettuali con Benito Mussolini, direttore dell'«Avanti!» e leader dell'ala rivoluzionaria del Partito Socialista Italiano. Panunzio incominciò dunque una regolare e intensa collaborazione con il quindicinale «Utopia», appena fondato dal futuro capo del fascismo per far esprimere le voci più rivoluzionarie, eterodosse ed "eretiche" dell'ambiente socialistico italiano. In questo periodo Panunzio comprende il potenziale rivoluzionario che il conflitto europeo poteva esprimere, sicché manifesterà sempre più esplicitamente il suo appoggio all'interventismo, che era invece inviso al Partito Socialista:
(Sergio Panunzio)
Quest'articolo di Panunzio, apparso sul quotidiano ufficiale del Partito Socialista, suscitò una grave polemica, sicché Mussolini dovette rispondere sul numero del giorno dopo. Tuttavia la replica di Mussolini, il quale si stava convincendo dell'opportunità dell'intervento, fu «debole, sfocata, piattamente dottrinaria, per nulla all'altezza del miglior Mussolini polemista». Infatti,
(Francesco Perfetti)

### La Grande Guerra
All'entrata dell'Italia nel conflitto mondiale, si arruolò volontario come quasi tutti gli interventisti "di sinistra" (come Filippo Corridoni e Mussolini); tuttavia, in quanto emofiliaco, fu immediatamente congedato, sicché dovette concentrarsi sulla lotta propagandistica e pubblicistica, soprattutto sulle colonne del «Popolo d'Italia» (i cui articoli erano sovente concordati con lo stesso Mussolini), in favore della guerra italiana, ritenuta dal Panunzio una guerra non «di difesa e conservazione, ma di acquisto e di conquista; non una guerra ma una rivoluzione». Una guerra anche popolare, come avevano dimostrato le grandi mobilitazioni del «maggio radioso», in contrapposizione alle posizioni conservatrici di Antonio Salandra e della classe dirigente liberale. Anche da un punto di vista più propriamente militante, Panunzio si impegnò nel ruolo di membro del direttivo del neonato fascio nazionale di Ferrara (marzo 1916), il quale diede vita altresì al giornale «Il Fascio».
Oltre all'analisi politica e all'impegno giornalistico, Panunzio lavorò anche a una sistematizzazione filosofico-giuridica delle sue idee riguardo al conflitto, con le opere Il concetto della guerra giusta (1917), Principio e diritto di nazionalità (dello stesso anno ma pubblicato solo nel 1933 in Popolo, Nazione, Stato), La Lega delle nazioni e Introduzione alla Società delle Nazioni (del 1918, ma pubblicati entrambi nel 1920). Nel primo saggio, egli sosteneva l'utilità e la legittimità di una guerra anche offensiva, purché essa fosse il mezzo per il conseguimento di un fine più grande, ossia la giustizia e la creazione di nuovi equilibri più giusti ed equanimi. Nella seconda, invece, individuava nel principio di nazionalità la nuova idea-forza della società che sarebbe scaturita dalla guerra, una volta conclusa. Molto importante è inoltre la terza opera (La Lega delle nazioni), poiché in essa è sviluppato per la prima volta il concetto di «sindacalismo nazionale»:
(Sergio Panunzio)

### Dalla fine del conflitto alla Marcia su Roma
Terminata la guerra, Panunzio partecipò attivamente al dibattito interno alla sinistra interventista, intervenendo in particolare su «Il Rinnovamento», quindicinale recentemente creato e diretto da Alceste de Ambris. Il suo scritto più importante, che ebbe notevoli conseguenze, apparve il 15 marzo 1919: in questo, Panunzio sosteneva l'organizzazione di tutta la popolazione in classi produttive, le quali dovevano essere a loro volta distribuite in corporazioni, a cui doveva essere demandata l'amministrazione degli interessi sociali; affermava altresì la necessità di creare un Parlamento tecnico-economico da affiancare al Parlamento politico. In tale testo programmatico era chiaramente abbozzato il futuro corporativismo fascista, tanto che l'amico Mussolini, nel discorso pronunciato a Piazza San Sepolcro (alla fondazione cioè del fascismo), riprese le tesi di Panunzio per il programma dei Fasci Italiani di Combattimento:
(Benito Mussolini)
A Ferrara, Panunzio assisté alla nascita del fascismo locale (e delle squadre d'azione), intrattenendo rapporti di amicizia con Italo Balbo (che sarebbero durati per tutta la vita) e Dino Grandi (che era stato suo allievo), pur non aderendo ufficialmente al movimento, a causa dei rapporti di quest'ultimo — per lui ambigui — con gli agrari. Risale a quel periodo, infatti, la pubblicazione delle due opere Diritto, forza e violenza e Lo Stato di diritto. Nel primo, riprendendo la tesi delle Réflexions sur la violence di Georges Sorel, l'autore precisava il suo discorso distinguendo una violenza "morale", "razionale", "rivoluzionaria", la quale doveva essere il mezzo per l'affermazione di un nuovo diritto (veicolo, dunque, di uno ius condendum), da una violenza invece gratuita e immorale. Nel secondo volume, Panunzio criticava — da un punto di vista neokantiano — il concetto hegeliano di Stato etico, lasciando intravedere tuttavia margini di sviluppo per una visione totalitaria dello Stato.
A seguito dell'uscita dei fascisti dalla UIL e della conseguente creazione della Confederazione nazionale delle Corporazioni sindacali per opera di Edmondo Rossoni, Panunzio collaborò con il settimanale ufficiale della Confederazione, cioè «Il Lavoro d'Italia», vergando un importante articolo sul primo numero, nel quale ribadiva le sue tesi sul sindacalismo nazionale.
Dopo essersi speso invano, con l'aiuto di Balbo, per una conciliazione tra Mussolini e Gabriele D'Annunzio, appoggiò la politica pacificatrice di Mussolini, sostenne la «svolta a destra» del PNF (cioè per un ristabilimento dell'autorità dello Stato) e caldeggiò — con la caduta del primo Governo Facta — la costituzione di un governo di "pacificazione" che riunisse fascisti, socialisti e popolari (prospettiva ritenuta possibile da Mussolini stesso), scrivendo un importante articolo che individuava nel capo del fascismo l'unico in grado di stabilizzare e pacificare il Paese:
(Sergio Panunzio)
Tuttavia, con il reincarico di Facta e il seguente sciopero generale del 1º agosto indetto dall'Alleanza del Lavoro (il cosiddetto «sciopero legalitario»), il 4 agosto Panunzio scrisse a Mussolini mostrando la sua delusione nei confronti dei socialisti confederali, ritenendo quindi impossibile una convergenza d'intenti con il PSI e reputando ormai sempre più necessaria una svolta a destra:
(Sergio Panunzio)
Di lì a breve, il fascismo salì al potere.

### L'impegno politico e culturale durante il fascismo
Una volta costituito il governo fascista, Panunzio strinse legami sempre più stretti con il movimento mussoliniano, ottenendo la tessera del PNF (su iniziativa dell'amico Italo Balbo) il 5 giugno 1923, e venendo eletto deputato nel 1924. Nello stesso anno divenne membro del Direttorio nazionale provvisorio del PNF, che lasciò dopo neanche un mese in quanto chiamato alla carica di sottosegretario del neonato Ministero delle comunicazioni (diretto al tempo da Costanzo Ciano).
In questo periodo, inizia a interrogarsi — assieme ai massimi teorici fascisti — sulla vera natura ed essenza del fascismo, per il quale coniò la definizione di «conservazione rivoluzionaria», che sosterrà per tutta la sua vita:
(Sergio Panunzio)
Partecipò inoltre attivamente al dibattito incentrato sull'edificazione dello «Stato nuovo», fornendo importanti spunti, alcuni dei quali avranno un seguito costituzionale, come ad esempio il "sindacato unico obbligatorio", l'attribuzione della personalità giuridica (istituzionale, non civile) ai sindacati, o l'istituzione di una Magistratura del Lavoro che si ponesse quale arbitro nelle controversie tra capitale e lavoro. Fornì anche, al contempo, le basi teoriche del futuro Stato sindacale (poi corporativo):
(Sergio Panunzio)
È di questi tempi altresì l'evoluzione del pensiero panunziano riguardo a una concezione organicistica dello Stato, attraverso una critica serrata dello Stato democratico-parlamentare, uno «Stato meccanico, livellatore, astratto» (sorretto dal «principio meccanico della eguaglianza e cioè il suffragio universale»), che doveva portare a uno «Stato organico, gerarchico», fondato su un sistema sindacal-corporativo, giacché «chi è organizzato pesa, chi non è organizzato non pesa». In quest'ottica deve essere considerata, infatti, la definizione panunziana del fascismo quale «concezione totale della vita».
Tutta la riflessione teorica politico-giuridica di questo periodo fu riassunta e sistematizzata nel suo volume, pubblicato nel 1925, Lo Stato fascista, il quale accese grandi dibattiti in ambiente fascista, tanto che l'autore ebbe modo di confrontarsi su questi temi — spesso polemicamente — con importanti personalità intellettuali come Carlo Costamagna, Giovanni Gentile e Carlo Curcio.
In virtù di queste premesse teoriche e operative, appoggiò Mussolini durante la crisi causata dal delitto Matteotti, al fine di incrementare il processo di riforma statuale avviato dal fascismo, che si sarebbe di lì a poco concretizzato nelle leggi fascistissime volute da Alfredo Rocco e, soprattutto, nella Legge n. 563 del 3 aprile 1926, che istituzionalizzò i sindacati, e nella redazione della Carta del Lavoro, il documento fondamentale della politica economica e sociale fascista.
Terminata l'esperienza di governo, si dedicò all'insegnamento: dopo aver vinto nel 1921 il concorso per un posto da professore straordinario in filosofia del diritto presso l'Università degli Studi di Ferrara, divenne ordinario e si trasferì, nel 1925, all'Università degli Studi di Perugia, di cui fu Rettore nell'anno accademico 1926-1927. L'anno seguente fu invece chiamato a insegnare dottrina dello Stato presso la Facoltà di Scienze Politiche dell'Università degli Studi di Roma, cattedra che detenne sino alla morte. Non appena insediatosi nell'ateneo romano, fu incaricato dal Duce di organizzare, in qualità di Commissario del Governo, la neonata Facoltà Fascista di Scienze Politiche di Perugia, che doveva essere la «Oxford italiana» e «fascista». In tale veste, chiamò a insegnare a Perugia docenti quali Paolo Orano, Robert Michels, Angelo Oliviero Olivetti, Maurizio Maraviglia e Francesco Coppola. Fu ancora deputato nel 1929 e nel 1934.
Malgrado gli impegni accademici, Panunzio continuò a sostenere l'edificazione dell'ordinamento sindacale corporativo del nuovo Stato fascista attraverso i suoi articoli giornalistici, partecipando agli intensi dibattiti degli anni trenta sulla legislazione corporativa. Più precisamente, egli si situava in quell'ala sindacalista del fascismo che, nella nuova struttura statuale, perorava un potenziamento dei sindacati all'interno del sistema corporativo, affinché essi potessero intervenire più decisamente nella direzione economica del Paese.
In questo periodo, grazie a opere teoriche fondamentali, Panunzio sistematizzò e definì organicamente il suo pensiero. In sostanza, lo Stato fascista, che è sindacale e corporativo, si contrappone allo «Stato atomistico ed individualistico del liberismo». Inoltre lo Stato fascista è caratterizzato dalla sua «ecclesiasticità» (o religiosità), intesa come «unione di anime», al contrario dello Stato liberal-parlamentare «indifferente, ateo e agnostico». Il giurista molfettese introdusse anche il concetto di funzione corporativa in quanto quarta funzione dello Stato (dopo le tre canoniche: esecutiva, legislativa e giurisdizionale), proprio per fornire il necessario fondamento giuridico ai cambiamenti costituzionali in atto, con la creazione dello Stato corporativo. Lo Stato fascista, infine, si configura come uno Stato totalitario, «promanando direttamente e immediatamente da una rivoluzione ed essendo formalmente uno "Stato rivoluzionario"».
Con l'istituzione delle corporazioni (attraverso la Legge n. 164 del 5 febbraio 1934) e la creazione della Camera dei Fasci e delle Corporazioni (Legge n. 129 del 19 gennaio 1939), Panunzio redasse la Teoria Generale dello Stato Fascista, che rappresenta la summa del suo pensiero in materia di ordinamento sindacale corporativo: in questo, egli sosteneva la funzione attiva e propulsiva del sindacato, al fine di evitare un'involuzione burocratica delle corporazioni; sosteneva altresì il suo concetto di economia mista — la quale all'intervento pubblico affiancasse una sana iniziativa privata — «ordinata, subordinata, armonizzata, ridotta all'unità, ossia unificata dallo Stato, in quanto il pluralismo economico e la pluralità delle forme economiche sono un momento ed una determinazione organica del monismo giuridico-politico dello Stato».
Nel 1937, partecipò, con notevole peso specifico, alla riforma del Codice di procedura civile e del Codice civile. Riguardo a quest'ultimo, in particolare, il suo contributo fu decisivo, soprattutto per il terzo (Della proprietà) e quinto (Del lavoro) libro: fu lui ad ottenere che un intero libro fosse dedicato al lavoro; volle che la Carta del Lavoro fosse posta a base del codice; definì un più circostanziato concetto di proprietà, in cui se ne enfatizzava la "funzione sociale". Nel 1939 divenne consigliere nazionale della Camera dei Fasci e delle Corporazioni.
Morì a Roma, in piena guerra, l'8 ottobre 1944.
L'archivio di Sergio Panunzio è stato digitalizzato ed è attualmente disponibile alla ricerca presso la Fondazione Ugo Spirito e Renzo De Felice in Roma

## Opere
- Il socialismo giuridico, Libreria Moderna, Genova 1907.
- La persistenza del diritto (discutendo di sindacalismo e di anarchismo), Pescara, Editrice Abruzzese, 1909.
- Sindacalismo e Medio Evo, Partenopea, Napoli 1910.
- Il diritto e l'autorità: contributo alla concezione filosofica del diritto, UTET, Torino 1912.
- Il concetto della guerra giusta, Colitti, Campobasso 1917.
- La lega delle nazioni, Taddei, Ferrara 1920.
- Introduzione alla Società delle Nazioni, Taddei, Ferrara 1920.
- Diritto, forza e violenza: lineamenti di una teoria della violenza, con prefazione di R. Mondolfo, Cappelli, Bologna 1921.
- Lo stato di diritto, Taddei, Ferrara 1921.
- Italo Balbo, Imperia Ed., Milano 1923.
- Stato nazionale e sindacati, Imperia Ed., Milano 1924.
- Che cos'è il fascismo, Alpes, Milano 1924. Seconda edizione Libreria Europa 2019.
- Lo Stato fascista, Cappelli, Bologna 1925.
- Il sentimento dello Stato, Roma, Libreria del Littorio, 1929.
- Il concetto della dittatura rivoluzionaria, Forlì 1930.
- Stato e diritto: l'unità dello stato e la pluralità degli ordinamenti giuridici, Società tipografica modenese, Modena 1931.
- Leggi costituzionali del Regime, Roma, Sindacato nazionale fascista avvocati e procuratori, 1932.
- Popolo, Nazione, Stato (esame giuridico), La Nuova Italia, Firenze 1933.
- I sindacati e l'organizzazione economica dell'impero, Istituto Poligrafico dello Stato, Roma 1938.
- Sulla natura giuridica dell'Impero italiano d'Etiopia, Istituto Poligrafico dello Stato, Roma 1938.
- L'organizzazione sindacale e l'economia dell'Impero, Istituto Poligrafico dello Stato, Roma 1939.
- La Camera dei fasci e delle corporazioni, Stabilimento arti grafiche Trinacria, Roma 1939.
- Teoria generale dello Stato fascista, 2ª ed., Padova, CEDAM, 1939.
- Spagna nazionalsindacalista, Bietti, Milano 1942. Seconda edizione Libreria Europa 2019.
- Motivi e metodo della codificazione fascista, Giuffrè, Milano 1943.